# Fire (pjesma Brucea Springsteena)
"Fire" je pjesma Brucea Springsteena koja je originalno bila namijenjena Elvisu Presleyju. Prvi ju je snimio Robert Gordon 1978., čija se verzija s vremena na vrijeme emitirala na radijskim rock postajama orijentiranima na albume. Kasnije iste godine snimile su je The Pointer Sisters u čijoj je izvedbi postala hit, a početkom 1979. zauzela 2. mjesto pop ljestvice singlova.
Iako je od turneje 1978. nadalje izvodio pjesmu na koncertima, Springsteen nije objavio vlastitu pjesmu sve do svoga koncertnog albuma Live/1975-85 iz 1986., na kojem se nalazi izvedba od 16. prosinca 1978. Ova verzija objavljena je kao singl (koji je na B-strani sadržavao jedinu "službenu" verziju pjesme "Incident on 57th Street", sve do njezina pojavljivanja na video izdanju Live in Barcelona), ali nije postigao veći uspjeh, zauzevši tek 46. mjesto na američkoj ljestvici pop singlova. U to je vrijeme objavljen i spot za pjesmu koji je prikazivao potpuno nepovezanu akustičnu izvedbu iz 1986.
Obradu pjesme snimili su Kenneth "Babyface" Edmonds i Des'ree za soundtrack filma Hav Plenty iz 1998.

## Vanjske poveznice
- Stihovi "Fire"  Arhivirana inačica izvorne stranice od 20. srpnja 2009. (Wayback Machine) na službenoj stranici Brucea Springsteena